# Meredith Eaton
 (juin 2018).
Si vous disposez d'ouvrages ou d'articles de référence ou si vous connaissez des sites web de qualité traitant du thème abordé ici, merci de compléter l'article en donnant les références utiles à sa vérifiabilité et en les liant à la section « Notes et références ».
Meredith Hope Eaton est une actrice et psychologue américaine née le 26 août 1974.

## Carrière

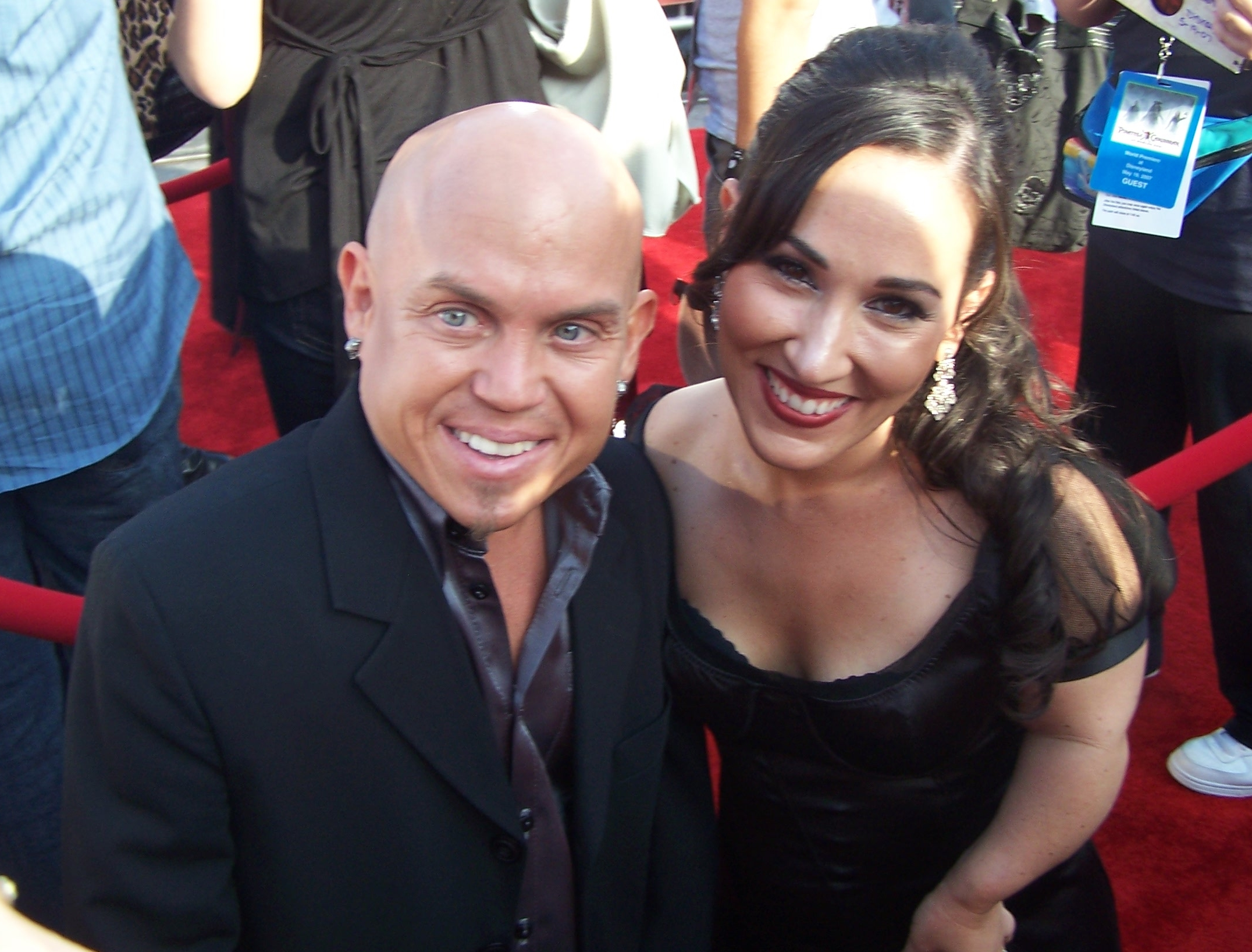
Eaton, à droite, lors de la première de Pirates des Caraïbes: jusqu'Au Bout du Monde, Mai 2007. (Sur la photo avec Martin Klebba.)

La carrière d'actrice de Meredith Eaton commence en 1999, quand elle auditionne pour la comédie pour Amours suspectes. Bien que ce soit sa première audition, elle obtient le rôle de Maudey Beasley devant plus de 500 femmes du Canada, des États-Unis et du Royaume-Uni.
Amours suspectes ne sort qu'en 2002. Sa performance est vue par Paul Haggis, qui créé le rôle de Emily Resnick pour elle dans Associées pour la loi. Elle participe à  la série jusqu'à son annulation la même année. Plus tard, elle fait des apparitions sur New York Police Blues, Dharma et Greg, Les Experts, Dr House et NCIS. Elle est également apparue dans un documentaire sur la famille Ovitz, et un documentaire indépendant sur le nanisme qui a été diffusé sur la chaîne PBS.
En 2006, elle rejoint le casting de Boston Justice en tant que  Bethanny Horowitz, une femme qui intéresse le personnage de William Shatner, Denny Crane. Le rôle est écrit spécialement pour elle par David E. Kelley.
Meredith Eaton joue Carol Wilson, un personnage récurrent de NCIS pendant six saisons et dans son spin-off NCIS : Nouvelle-Orléans, un immunologiste qui travaille pour le CDC et amie d'Abby Sciuto.
En 2013, elle joue aux côtés de Christopher Walken et Bill Nighy dans Turks and Caicos.
En 2016, elle est devenue un personnage récurrent dans MacGyver où elle joue Mathilda "Matty" Webber, patronne de MacGyver et nouvelle directrice des opérations de la Phoenix Fondation.

## Vie personnelle
Meredith Eaton épouse Brian Gordon, le 12 octobre 2008. Gordon est un photographe professionnel. Ils ont une fille.

## Filmographie

### Cinéma
- 2002 : Amours suspectes : Maudey Beasley
- 2009 : Gary, le coach à 2 balles ! : Mme Tuttle
- 2011 : Paranormal Activity 3 : Femme
- 2013 : Paranoia : Infirmière N ° 3
- 2014 : Veronica Mars : Réceptionniste
- 2014 : Paranormal Activity: The Marked Ones : Covena

### Télévision
- 2001 : New York Police Blues : Stella Kensington (1 épisode)
- 2001 : Dharma et Greg : Kate (1 épisode)
- 2001-2002 : Associées pour la loi : Emily Resnick (21 épisodes)
- 2002 : Les Experts : Melanie Grâce (1 épisode)
- 2003 : M. L'Ambassadeur : Mélodie (TV)
- 2006 : Dr House : Maddy Ralphean (1 épisode)
- 2006-2008 : Boston Justice : Bethany Horowitz (18 épisodes)
- 2007 : FBI : Portés disparus : Brenda Spivak (1 épisode)
- 2008 : New York, unité spéciale : Jocelyn Miller (1 épisode)
- 2009-2025 : NCIS : Enquêtes spéciales : Carol Wilson (5 épisodes)
- 2014 : Turks and Caicos : Clare Clovis (TV)
- 2014 : NCIS : Nouvelle-Orléans : Carol Wilson (1 épisode)

- 2015 : Battle Creek : Meredith Oberling (7 épisodes)
- 2017-2021: MacGyver : Matilda "Matty" Webber (saisons 1 à 5 - 82 épisodes)